# Llista de monuments de Salou
Llista de monuments del municipi de Salou (Tarragonès) inclosos en l'Inventari del Patrimoni Arquitectònic Català. Inclou els inscrits en el Registre de Béns Culturals d'Interès Nacional (BCIN) amb la classificació de monuments històrics, els Béns Culturals d'Interès Local (BCIL) de caràcter arquitectònic i altres béns integrants del patrimoni.
| Monument                                          | Protecció    | Estil/època                                  | Localització                                            | Coordenades                                          | Codi?         | Imatge |
| ------------------------------------------------- | ------------ | -------------------------------------------- | ------------------------------------------------------- | ---------------------------------------------------- | ------------- | --- |
| La Torre Vella de Salou, o Torre de Carles V      | BCIN 1799-MH | Gòtic tardà XVI                              | Salou C. Arquebisbe Pere Cardona, 1-5                   | 41° 04′ 41″ N, 1° 07′ 44″ E / 41.078113°N,1.128819°E | RI-51-0006790 | La Torre Vella de Salou · Vegeu més fotos d'aquest monument · Carregueu una nova foto d'aquest monument                                 |
| Torre del Telègraf                                | BCIN 1804-MH | Obra popular XIX                             | Salou Av. del Mirador                                   | 41° 04′ 43″ N, 1° 09′ 39″ E / 41.078505°N,1.160841°E | RI-51-0006798 | Torre del Telègraf (Salou) · Vegeu més fotos d'aquest monument · Carregueu una nova foto d'aquest monument                              |
| Torre Nova, o Fortalesa de Salou, Torre Llatzeret | BCIN 1809-MH | Obra popular XVII                            | Salou C. Brussel·les, 34. Platja Capellans              | 41° 04′ 08″ N, 1° 08′ 49″ E / 41.068872°N,1.146836°E | RI-51-0006793 | Torre Nova (Salou) · Vegeu més fotos d'aquest monument · Carregueu una nova foto d'aquest monument                                      |
| Església parroquial de Santa Maria del Mar        |              | Barroc XVIII                                 | Salou C. de l'Església, 22                              | 41° 04′ 34″ N, 1° 07′ 49″ E / 41.075978°N,1.130310°E | IPA-12334     | Església parroquial de Santa Maria del Mar (Salou) · Vegeu més fotos d'aquest monument · Carregueu una nova foto d'aquest monument      |
| Casa Bonet, o Xalet Voramar                       |              | Modernisme Domènec Sugranyes XX              | Salou Pl. Bonet, 8 - pg. Jaume I, 1-2                   | 41° 04′ 32″ N, 1° 07′ 57″ E / 41.075659°N,1.132535°E | IPA-12335     | Casa Bonet (Salou) · Vegeu més fotos d'aquest monument · Carregueu una nova foto d'aquest monument                                      |
| Casa Torremar                                     |              | Noucentisme XIX final                        | Salou Pg. Jaume I, 4                                    | 41° 04′ 32″ N, 1° 08′ 01″ E / 41.075459°N,1.133504°E | IPA-12336     | Casa Torremar (Salou) · Vegeu més fotos d'aquest monument · Carregueu una nova foto d'aquest monument                                   |
| Vila Enriqueta                                    |              | Obra popular XIX final                       | Salou Pg. Jaume I, 3                                    | 41° 04′ 31″ N, 1° 08′ 00″ E / 41.075400°N,1.133297°E | IPA-12337     | Vil·la Enriqueta (Salou) · Vegeu més fotos d'aquest monument · Carregueu una nova foto d'aquest monument                                |
| Vil·la de la Verge de Nostra Senyora de la Pineda |              | Eclecticisme XIX                             | Salou Pg. Jaume I, 5                                    | 41° 04′ 32″ N, 1° 08′ 02″ E / 41.075425°N,1.133863°E | IPA-12338     | Vila de la Verge de Nostra Senyora de la Pineda (Salou) · Vegeu més fotos d'aquest monument · Carregueu una nova foto d'aquest monument |
| Vil·la Rosa                                       |              | Noucentisme XX                               | Salou Pg. Jaume I, 7                                    | 41° 04′ 31″ N, 1° 08′ 03″ E / 41.075372°N,1.134162°E | IPA-12339     | Vila Rosa (Salou) · Vegeu més fotos d'aquest monument · Carregueu una nova foto d'aquest monument                                       |
| Torre Loperena                                    |              | Modernisme Domènec Sugranyes XX (1925)       | Salou Pg. Jaume I, 8                                    | 41° 04′ 31″ N, 1° 08′ 04″ E / 41.07537°N,1.134427°E  | IPA-12340     | Torre Loperena (Salou) · Vegeu més fotos d'aquest monument · Carregueu una nova foto d'aquest monument                                  |
| Xalet Miarnau Ciurana                             |              | Noucentisme XX (1932)                        | Salou Pg. Jaume I, 9                                    | 41° 04′ 31″ N, 1° 08′ 06″ E / 41.075352°N,1.134871°E | IPA-12341     | Xalet Miarnau Ciurana (Salou) · Vegeu més fotos d'aquest monument · Carregueu una nova foto d'aquest monument                           |
| Apartaments Sol i Mar                             |              | Noucentisme XX (1925)                        | Salou C. Mestral, 9                                     | 41° 04′ 34″ N, 1° 07′ 49″ E / 41.076235°N,1.130385°E | IPA-12342     | Apartaments Sol i Mar (Salou) · Vegeu més fotos d'aquest monument · Carregueu una nova foto d'aquest monument                           |
| Snacks i vestuaris a Cala Crancs, els Triangles   |              | Racionalisme tardà, mediterranisme 1961      | Salou C. de la Mola d'Aires, 12. Cala Crancs. Cap Salou | 41° 03′ 27″ N, 1° 10′ 04″ E / 41.05744°N,1.16778°E   | IPA-46482     | Carregueu una nova foto d'aquest monument                                                                                               |
| Apartaments Xipre                                 |              | Racionalisme tardà, mediterranisme 1960-1962 | Salou C. de la Punta del Cavall, 44. Cap Salou          | 41° 03′ 25″ N, 1° 09′ 49″ E / 41.05683°N,1.16367°E   | IPA-46484     | Carregueu una nova foto d'aquest monument                                                                                               |
| Apartaments Cala Vinya                            |              | Racionalisme tardà, mediterranisme 1960-1962 | Salou Ctra. de la Costa, 24. Cap Salou                  | 41° 03′ 41″ N, 1° 09′ 49″ E / 41.06141°N,1.16371°E   | IPA-46485     | Carregueu una nova foto d'aquest monument                                                                                               |
| Apartaments Madrid                                |              | Racionalisme tardà, mediterranisme 1960-1962 | Salou C. de la Punta del Cavall, 64-74. Cap Salou       | 41° 03′ 28″ N, 1° 10′ 01″ E / 41.05789°N,1.16688°E   | IPA-46489     | Carregueu una nova foto d'aquest monument                                                                                               |
| Apartaments Reus                                  |              | Racionalisme tardà, mediterranisme 1961-1962 | Salou C. de la Punta del Cavall, 55-59. Cap Salou       | 41° 03′ 29″ N, 1° 09′ 58″ E / 41.05793°N,1.16608°E   | IPA-46490     | Carregueu una nova foto d'aquest monument                                                                                               |
| Biblioteca Municipal de Salou                     |              | Escola de Barcelona 1988-1992                | Salou C. Ponent, 16                                     | 41° 04′ 35″ N, 1° 07′ 47″ E / 41.07644°N,1.12983°E   | IPA-46493     | Biblioteca Municipal (Salou) · Modifica el valor a Wikidata · Carregueu una nova foto d'aquest monument                                 |
| Urbanització Mirador                              |              | Racionalisme tardà, mediterranisme 1964-1968 | Salou Av. del Mirador                                   | 41° 04′ 33″ N, 1° 10′ 08″ E / 41.07583°N,1.16900°E   | IPA-46497     | Carregueu una nova foto d'aquest monument                                                                                               |
| Pavelló Municipal de Salou                        |              | Escola de Barcelona 1986-1991                | Salou C. Milà, 5                                        | 41° 04′ 54″ N, 1° 08′ 02″ E / 41.08162°N,1.13397°E   | IPA-46500     | Pavelló Municipal (Salou) · Vegeu més fotos d'aquest monument · Carregueu una nova foto d'aquest monument                               |
| Búnquer de la Talaia                              |              | XX                                           | Salou La Talaia, Cap de Salou                           |                                                      | IPA-47836     | Carregueu una nova foto d'aquest monument                                                                                               |